# الواحة (مادبا)
الواحة منطقة سكنية تقع في لواء قصبة مادبا، محافظة مادبا في الأردن. تنتمي المنطقة لقضاء مادبا الذي يضم 9 مناطق. يقدر عدد سكانها بـ 262 نسمة حسب إحصاء 2015.

## الوصلات الخارجية
- دائرة الاحصاءات العامة